# Emilio Correa (född 1985)
Emilio Correa, född 12 oktober 1985 på Kuba, är en kubansk boxare som tog OS-silver i mellanviktsboxning 2008 i Peking. Han har även vunnit panamerikanska spelen 2007 i mellanviktsklassen i boxning. Han är son till boxaren med samma namn som tog guld i welterviktsboxning vid olympiska sommarspelen 1972 i München.

## Meriter

### Olympiska meriter

#### Olympiska sommarspelen 2008
- Huvudartikel: Boxning vid olympiska sommarspelen 2008

| Tävlande      | Viktklass | Sextondelsfinal       | Åttondelsfinal              | Kvartsfinal          | Semifinal            | Final                    |
| Tävlande      | Viktklass | Motståndare Resultat  | Motståndare Resultat        | Motståndare Resultat | Motståndare Resultat | Motståndare Resultat     |
| ------------- | --------- | --------------------- | --------------------------- | -------------------- | -------------------- | ------------------------ |
| Emilio Correa | Medelvikt | Fletcher (AUS) W 17-4 | Derevyanchenko (UKR) W 18-4 | Rasulov (UZB) W 9-7  | Kumar (IND) W 8-5    | DeGale (GBR) · L 14-16 · |